# 西大立目永
西大立目 永（にしおおたちめ ひさし、1936年7月10日 - 2002年12月16日）は、東京都武蔵野市出身のアマチュア野球選手、審判員、早稲田大学名誉教授。

## 経歴
早稲田大学高等学院から早稲田大学政治経済学部に進学。
1966年に稲門倶楽部（早稲田大学野球部OB会）の推薦を受け、東京六大学野球審判員に就任（ - 1986年）、翌1967年には社会人野球協会（現 日本野球連盟）全国大会審判委員、1968年夏には日本高等学校野球連盟全国大会審判委員に就任した。早稲田大学では主にソフトボールの講義を担当した。大変礼儀に厳しく、容赦なく学生に「不可」を言い渡す教授であった。
1986年、50歳で審判員を引退し後進の指導に専念。東京六大学野球連盟審判技術顧問のほか、日本アマチュア野球規則委員会委員長、日本野球規則委員会委員長、全日本野球会議審判技術委員会委員長などを歴任した。
2002年12月16日、胃癌の為逝去。享年66。

## 人物・エピソード
現役選手時代は一塁手兼投手。高校野球の審判を務めた際は珍名と長名であるため、実況アナウンサーは名を読みあげる際一呼吸置いてから読み上げ、また「にしおおだちめ」と誤読されることもあった。
1985年の東海大山形対PL学園戦で、20点以上のリードで9回に投手として登板した清原和博が相手打者に対して初球をカーブで投じたことに対し「真ん中、まっすぐ放りなさい！」と清原に直接発したと言うエピソードが残されている。また、同年1回戦の銚子商業対宇部商業戦で、サイズの全く合わない帽子を用意してしまい、投球の度にキャップを落としていた銚子商業の片平哲也に業を煮やし「帽子にあご紐をつけなさい！」と一喝。悪天候での気を遣いつつのマウンドさばき、折からのキャップの問題に加え、この叱責によりさらに動揺した片平は、当試合は全くいいところがなく夏を終えた。

## 主な審判試合
- 1973年第55回記念全国高等学校野球選手権大会 2回戦・作新学院0 - 1x 銚子商業（延長12回）の3塁塁審
- 1978年第60回記念全国高等学校野球選手権大会 準決勝・中京（現 中京大中京） 4 - 5x PL学園（延長12回）の球審
- 同年の決勝・高知商業 2 - 3x PL学園の1塁塁審
- 1979年第51回選抜高等学校野球大会 準決勝・PL学園 3 - 4x 箕島高校（延長10回）の1塁塁審
- 1983年第55回記念の上記大会 準決勝・明徳（現 明徳義塾高校）1 - 2 池田高校の球審
- 1983年同大会 決勝・池田高校3-0横浜商の球審（池田高校夏春連覇達成）
- 同年第65回記念全国高等学校野球選手権大会 準決勝・池田高校 0 - 7 PL学園の1塁塁審
- 1984年第66回全国高等学校野球選手権大会 準決勝・金足農業 2 - 3 PL学園の球審
- 同年の決勝戦・取手二高 8 - 4 PL学園（延長10回）の3塁塁審
- 1985年第67回全国高等学校野球選手権大会 準々決勝・高知商業 3 - 6 PL学園の1塁塁審
- 同年の2回戦・東海大山形 7 - 29 PL学園の球審
- 同年の決勝戦・宇部商業 3 - 4x PL学園の球審

1980年代中盤には畠山準、水野雄仁らを擁する池田高校と、桑田真澄、清原和博、立浪和義らが所属するPL学園が高校野球史上に残るチームであったため、必然的に「名勝負」に関与する回数が多かった。没後、高校野球の名勝負を数多く体験した審判として朝日新聞の「追悼」の記事に掲載された。

## 関連情報

### 著書
- 『必携 野球の審判法』（1995年/大修館書店）ISBN 9784469263275
- 『野球教室』（1971年/大修館書店）ISBN 9784469161083